# Гіффорд (Флорида)
Гіффорд (англ. Gifford) — переписна місцевість (CDP) в США, в окрузі Індіан-Рівер штату Флорида. Населення — 5511 особа (2020).

## Географія
Гіффорд розташований за координатами 27°40′26″ пн. ш. 80°24′36″ зх. д. / 27.67389° пн. ш. 80.41000° зх. д. (27.673979, -80.410080).  За даними Бюро перепису населення США в 2010 році переписна місцевість мала площу 18,94 км², з яких 17,65 км² — суходіл та 1,29 км² — водойми.

## Демографія
Згідно з переписом 2010 року, у переписній місцевості мешкало 9590 осіб у 4075 домогосподарствах у складі 2299 родин. Густота населення становила 506 осіб/км².  Було 5457 помешкань (288/км²).
Расовий склад населення:
| - 49,7 % — білих - 43,7 % — чорних або афроамериканців - 0,6 % — азіатів - 0,3 % — корінних американців - 4,2 % — осіб інших рас |

До двох чи більше рас належало 1,5 %. Частка іспаномовних становила 8,5 % від усіх жителів.
За віковим діапазоном населення розподілялося таким чином: 19,7 % — особи молодші 18 років, 51,8 % — особи у віці 18—64 років, 28,5 % — особи у віці 65 років та старші. Медіана віку мешканця становила 46,7 року. На 100 осіб жіночої статі у переписній місцевості припадало 88,9 чоловіків;  на 100 жінок у віці від 18 років та старших — 85,5 чоловіків також старших 18 років.
Середній дохід на одне домашнє господарство  становив 68 635 доларів США (медіана — 30 407), а середній дохід на одну сім'ю — 89 689 доларів (медіана — 40 313). Медіана доходів становила 33 966 доларів для чоловіків та 25 467 доларів для жінок. За межею бідності перебувало 30,7 % осіб, у тому числі 53,4 % дітей у віці до 18 років та 15,3 % осіб у віці 65 років та старших.
Цивільне працевлаштоване населення становило 2663 особи. Основні галузі зайнятості: освіта, охорона здоров'я та соціальна допомога — 30,6 %, мистецтво, розваги та відпочинок — 14,2 %, науковці, спеціалісти, менеджери — 10,2 %, роздрібна торгівля — 6,7 %.